# Proctostephanus sanctiaugustini
Proctostephanus sanctiaugustini är en urinsektsart som beskrevs av Cassagnau 1963. Proctostephanus sanctiaugustini ingår i släktet Proctostephanus och familjen Isotomidae. Inga underarter finns listade i Catalogue of Life.